# Sawahan Timur
Sawahan Timur is een bestuurslaag in het regentschap Padang van de provincie West-Sumatra, Indonesië. Sawahan Timur telt 5072 inwoners (volkstelling 2010).